# حارة الدرين (المنصورة)
حارة الدرين هي إحدى حارات حي 22 يونيو الواقع بمديرية المنصورة التابعة لمحافظة عدن، بلغ تعداد سكانها 3479 نسمة حسب تعداد اليمن لعام 2004.